# Grün-Weiß Lübben
Sportverein Grün-Weiß Lübben e.V. é uma agremiação alemã, fundada em 1991, sediada em Lübben (Spreewald), Brandemburgo.

## História

o precursor Dynamo Lübben

O precursor de SV Grün-Weiß Lübben foi fundada em 1961 como Dynamo Lübben. O clube jogou duas temporadas na DDR-Liga (II) e duas vezes competiu na FDGB-Pokal, a Copa da Alemanha Oriental.
O Dynamo Lubben iniciou a disputa da quarta divisão, em seguida, do distrito de Cottbus, da Liga de futebol da categoria superior, a GDR. O time jogou de forma semelhante a outras equipes da Borgonha, simbolizado com um dínamo tradicional branco. O Lubben inicialmente atuava apenas nas regiões mais baixas da classificação, mas com a dissolução da segunda divisão, a DDR-Liga, o ato simbolizava uma descida para os jogos de bairro.
O clube já se encontrava, em 1966, na mais alta divisão do distrito de Cottbus e foi capaz de se estabelecer após o rebaixamento em 1969, mas só na liga. Na temporada de 1976-1977, presenciou o Energie Cottbus prevalecer como uma das fortes promessas do futebol do país.
Após a reunificação alemã se juntou ao Dynamo Motor e mudou para verde e branco.

## Estatísticas
- Participação GDR League: 1977-78 , 1979-80;
- Participação FDGB Cup: 1975-76, 1981-82;
- Ranking da Liga Alemã : 155ª

## Fonte
- Grüne, Hardy (2001). Vereinslexikon. Kassel: AGON Sportverlag ISBN 3-89784-147-9